# Giving Them Fits
Giving Them Fits er en amerikansk stumfilm fra 1915 af Hal Roach.

## Medvirkende
- Harold Lloyd som Luke
- Snub Pollard
- Bebe Daniels
- Gene Marsh